# Seznam biskupů a arcibiskupů v Aix-en-Provence
Seznam biskupů a arcibiskupů v Aix-en-Provence zahrnuje všechny představitele diecéze Aix založené v 1. století a povýšené v 6. století na arcidiecézi.
- 45?: sv. Maximinus
- 80?: sv. Sidoine
- asi 394–asi 401: Triferius
- asi 408–asi 411: Lazarus
- 439?–475: Auxanius
- 475–494: Basil
- 5. století: Menelphale
- 524–541: Maxime (první arcibiskup)
- 549–554: Avole
- 566: Francon
- 581–585: Pientius
- 596–636: Protais
- 828: Benedikt
- 867: Honorat
- 878–879: Robert I.
- 887: Matfrid
- 928–947: Odolric
- 949: Israel
- 966?–979: Silvester
- 991–1018: Amalric I.
- 1019: Pons I. de Châteaurenard
- ?–1032: Amalric II.
- 1032–asi 1050: Pierre I.
- 1050–1056: Pons II. de Châteaurenard
- 1056–1082: Rostan de Fos
- 1082–1101: Pierre II. Gaufridi
- 1101–1112: Pierre III.
- 1115?–1131: Fouques
- 1132–1157: Pons de Lubières
- 1162–1165: Pierre IV.
- 1165–1174: Hugues de Montlaur
- 1178–1180: Bertrand de Roquevaire
- 1180–1186: Heinrich
- 1186–1212: Gui de Fos
- 1212–1223: Bermond Cornut
- 1123–1251: Raimond Audibert
- 1251–1257: Philipp I.
- 1257–1273: Vicedominus
- 1274–1282: Grimier Vicedominus
- 1283–1311: Rostan de Noves
- 1311–1312: Guillaume de Mandagot
- 1313–1318: Robert de Mauvoisin
- 1318–1320: Pierre des Près de Montpezat
- 1321–1322: Pierre Aureoli
- 1322–1329: Jacques de Concos
- 1329–1348: Armand de Narcès
- 1348–1361: Arnaud de Pireto
- 1361–1368: Jean Peissoni
- 1368–1379: Giraud de Pousillac
- 1379–1395: Jean d'Agout
- 1396–1420: Thomas de Puppio
- 1395?–1405: Jacques
- 1420–1421: Guillaume Fillastre
- 1422–1443: Avignon Nicolaï
- 1443–1447: Robert Roger
- 1447–1460: Robert Damiani
- 1460–1484: Olivier de Pennart
- 1484–1499: Philippe Herbert
- 1500–1503: Christophe de Brillac
- 1503–1506: François de Brillac
- 1506–1541: Philholi
- 1541–1550: Antoine Philholi
- 1551–1566: Jean de Saint-Chamond
- 1568–1571: Lorenzo Strozzi
- 1574–1576: Julien de Médicis
- 1576–1591: Alexandre Canigiani
- 1591–1597: Gilbert Genebrard
- 1599–1624: Paul Hurault de L'Hôpital
- 1624–1625: Gui Hurault de L'Hôpital
- 1626–1629: Alphonse de Richelieu
- 1631–1644: Louis de Bretel
- 1645–1648: Michel Mazarin
- 1648–1683: Girolamo Grimaldi-Cavalleroni
- 1693–1708: Daniel de Cosnac
- 1708–1729: Charles-Gaspard-Guillaume de Vintimille du Luc
- 1729–1770: Jean-Baptiste de Brancas
- 1771–1801: Jean-de-Dieu-Raymond de Boisgelin de Cucè
  - 1791–1794: Charles Benoît Roux (ústavní biskup)
  - 1798–1801: Jean-Baptiste Aubert (ústavní biskup)
- 1802–1810: Jérôme-Marie Champion de Cicé
- 1817–1829: François Gabriel Raymond Ignace Ferdinand de Bausset Roquefort
- 1829–1830: Charles-Alexandre de Richery
- 1830–1835: Jacques Raillon
- 1835–1846: Joseph Bernet
- 1846–1857: -Marie-Joseph Darcimoles
- 1857–1873: Georges-Claude-Louis-Pie Chalandon
- 1873–1885: Théodore-Augustin Forcade
- 1886–1900: François Xavier Gouthe-Soulard
- 1901–1920: François-Joseph-Edwin Bonnefoy
- 1920–1930: Maurice-Louis-Marie Rivière
- 1931–1934: Emmanuel Coste
- 1934–1940: Clément-Émile Roques
- 1940–1944: Florent-Michel-Marie-Joseph du Bois de la Villerabel
- 1945–1978: Charles-Marie-Joseph-Henri de Provenchères
- 1978–1994: Bernard Panafieu
- 1995–1998: Louis-Marie Billé
- 1999–2010: Claude Feidt
- od 2010: Christophe Dufour